# Еллес Воскес
Еллес Воскес (нід. Elles Voskes, 3 серпня 1964) — нідерландська плавчиня.
Призерка Олімпійських Ігор 1984 року.
Призерка Чемпіонату Європи з водних видів спорту 1983 року.